# Карповская (Коварзинское сельское поселение)
Карповская — деревня в Кирилловском районе Вологодской области.
Входит в состав Коварзинского сельского поселения, с точки зрения административно-территориального деления — в Коварзинский сельсовет.
Расстояние по автодороге до районного центра Кириллова — 52 км, до центра муниципального образования Коварзино — 16 км. Ближайшие населённые пункты — Березник, Чекишево, Русаниха, Алферовская.
По данным переписи в 2002 году постоянного населения не было.